# ۸۴۷ (میلادی)
۸۴۷ (میلادی) هشتصد و چهل و هفتمین سال تقویم میلادی است.

## درگذشتگان
‎
درگذشتن حسن عسکری امام یازدهم شیعیان